# Kongói Központi tartomány
Kongói Központi tartomány (franciaː Province du Kongo Central), régebbi nevén Alsó-Kongó tartomány (Alsó-Zaïre, majd Alsó-Kongó) a Kongói Demokratikus Köztársaság tartománya. Az ország egyetlen olyan tartománya, melynek tengerpartja van (Atlanti-óceán). A tartomány északkeleten Kinshasával, keleten a Bandundu tartománnyal (az új tartományi felosztás szerint Kwango tartománnyal), délen Angolával határos. 
Nemzeti nyelve a kikongo.

## Földrajz
Területe 53 920 km².

### Főbb városok
Tartományi fővárosa Matadi.
További fontosabb városai: Boma, Banana, Muanda, Mbanza-Ngungu, Kitona és Vivi. Jogilag Muanda főként Boma város egy körzete, de önálló város is (a körzetek a legnagyobb városukról kapják nevüket). Banana város Muanda körzetben.

## Története
A Kongói Demokratikus Köztársaság függetlenné válása előtt, a gyarmati időszak alatt a tartomány a nagyobb Léopoldville tartomány része volt a jelenlegi Kwilu, Kwango, Mai-Ndombe tartományokkal és Kinshasával együtt.
- 1933 – Létrehozzák Léopoldville tartományt.
- 1962. augusztus 14. – Létrejön a Kongó-központi (Congo Central) tartomány a korábbi Léopoldville tartomány egy részén.
- 1971. október 27. – A tartományt átnevezik Alsó-Zaire-re (Bas-Zaire).
- 1997 – A tartományt átnevezik Alsó-Kongóra (Bas-Congo).
- 2005 (2009) – Az új alkotmány értelmében a tartományt Kongó-központi tartománynak hívják.

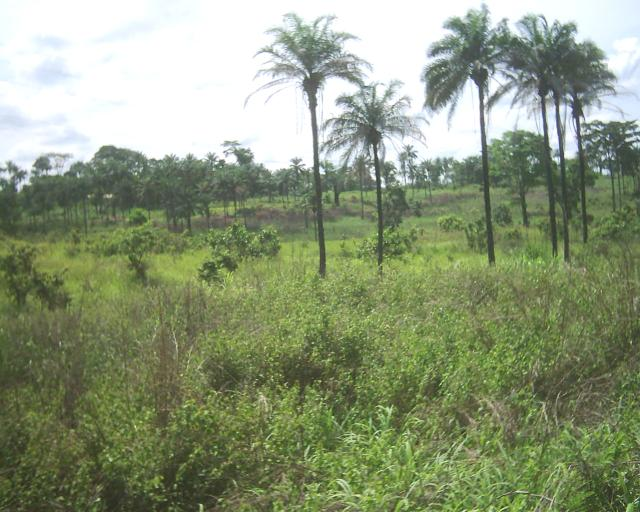
Alsó-kongói tájkép